# Mesoceration durabilis
Mesoceration durabilis är en skalbaggsart som beskrevs av Perkins 2008. Mesoceration durabilis ingår i släktet Mesoceration och familjen vattenbrynsbaggar. Inga underarter finns listade i Catalogue of Life.